# Canton de Clermont-Ferrand-Sud-Ouest
Le canton de Clermont-Ferrand-Sud-Ouest est une ancienne division administrative française située dans le département du Puy-de-Dôme en région Auvergne.

## Géographie
Ce canton est organisé autour de Clermont-Ferrand dans l'arrondissement de Clermont-Ferrand. Son altitude varie de 321 à 602 m pour une altitude moyenne de 358 m.

## Histoire
En 1982, le canton de Clermont-Ferrand-Sud-Ouest était scindé en deux autres cantons : celui de Clermont-Ferrand-Sud-Ouest et celui de Beaumont. Le présent canton est défini par « la portion de territoire de la commune de Clermont-Ferrand délimitée, au Sud, par le territoire de la commune de Beaumont, à l'Ouest, par les limites des communes de Ceyrat et de Chamalières ; au Nord, par l'axe des voies suivantes : rue A.-Menat, rue Gabriel-Péri, rue Saint-Dominique, rue des Gras, rue Verdier-Latour (jusqu'à la place de la Bourse), rue des Grands-Jours ; à l'Est, rue Saint-Genès (à partir de la place de la Victoire), rue Saint-Esprit, rue Ballainvilliers, avenue Vercingétorix, rue de Rabanesse, rue Étienne-Dolet jusqu'à la limite avec la commune de Beaumont ».
Depuis les élections départementales de 2015, le nombre de cantons dans la ville de Clermont-Ferrand a été réduit de 9 à 6. Les dénominations et périmètres des cantons de la ville sont modifiés.

## Représentation

### Conseillers généraux de 1833 à 2015
| Période      | Période                   | Identité                 | Étiquette              | Qualité |
| ------------ | ------------------------- | ------------------------ | ---------------------- | --- |
| 1833         | 1842                      | Jules Cariol             | Tiers-Parti            | Banquier, négociant Député (1834-1837) Maire de Clermont (1830-1835)                                                                             |
| 1842         | 1848                      | Junius Verdier de Latour |                        | Avocat Maire de Clermont (1843-1848) |
| 1848         | 1852                      | Jean-Baptiste Poncillon  |                        | Avocat et avoué, maire de Clermont (1848-1850)                                                                                                   |
| 1852         | 1864                      | Hector Aubergier         |                        | Docteur ès-Sciences Adjoint au Maire de Clermont-Ferrand                                                                                         |
| 1864         | 1867 (décès)              | Antoine Montader         |                        | Avocat, bâtonnier de l'ordre des avocats de Clermont-Ferrand                                                                                     |
| 1867         | 1908                      | Franck Chauvassaignes    | Républicain            | Maire de Saint-Genès-Champanelle |
| 1908         | 1919                      | Baptiste Marrou          | Rad.                   | Négociant - Maire de Ceyrat (1904-1940 et 1944-1950) Député (1909-1927) Sénateur (1927-1936)                                                     |
| 1919         | 1942 (démission d'office) | Alexandre Varenne        | SFIO puis DVG puis PSF | Député (1906-1910, 1914-1936) Ancien gouverneur général de l'Indochine Ancien maire de Saint-Éloy-les-Mines Révoqué par le Gouvernement de Vichy |
|              |                           |                          |                        | |
| 1945         | 1947 (décès)              | Alexandre Varenne        | UDSR                   | Député (1945-1947) |
| 30 mars 1947 | 1949                      | Frédéric Pradat          | RGR                    | Adjoint au maire de Clermont-Ferrand |
| 1949         | 1955                      | Jean-Michel Flandin      | RPF                    | Professeur Adjoint au maire de Clermont-Ferrand Député (1951-1955)                                                                               |
| 1955         | 1961                      | Frédéric Pradat          | Rad.                   | Adjoint au maire de Clermont-Ferrand |
| 1961         | 1979                      | Raymond Perrier          | SFIO puis PS           | Adjoint au maire de Clermont-Ferrand |
| 1979         | 1982                      | Robert Couvaud           | UDF-PR                 | Maire de Beaumont Élu dans le Canton de Beaumont en 1982                                                                                         |
| 1982         | 1992                      | Alain Dumeil             | UDF                    | Cadre manipulateur en électro-radiologie médicale Maire de Beaumont (1995-2001) Élu dans le Canton de Beaumont en 1992                           |
| 1992         | 2011                      | Claudine Lafaye          | UDF puis NC            | Médecin cancérologue |
| 2011         | 2015                      | Mme Dominique Briat      | PS                     | Inspectrice des impôts et enseignante Élue en 2015 dans le Canton de Clermont-Ferrand-4                                                          |

### Conseillers d'arrondissement (de 1833 à 1940)
| Période                                  | Période          | Identité                             | Étiquette | Qualité |
| ---------------------------------------- | ---------------- | ------------------------------------ | --------- | --- |
| 1833                                     | 1848             | Déiste Hippolyte Conchon (1794-1865) |           | Avocat, adjoint au maire de Clermont-Ferrand, puis maire de 1835 à 1843                                      |
| 1848                                     | 1852             | Claude Petitet                       |           | Agréé près le Tribunal de commerce de Clermont-Ferrand                                                       |
| 1852                                     | 1871             | Antoine Faye                         |           | Expert, maire de Beaumont                                                                                    |
| 1871                                     | 1890 (décès)     | Pierre Bertrandon-Herbaud            |           | Entrepreneur de travaux publics à Beaumont                                                                   |
| 1890                                     | 1913             | Martin-Eugène Bertrandon (1859-1935) |           | Propriétaire à Beaumont                                                                                      |
| 1913                                     | 1919             | M. Queyriaux                         | Radical   | |
| 1919                                     | 1925             | M. Hautier                           | PRS       | |
| 1925                                     | 1927 (démission) | Victor Chappe (1894-1961)            | SFIO      | Gestionnaire du centre de réforme de Clermont-Ferrand, secrétaire de la fédération socialiste du Puy-de-Dôme |
| 1927                                     | 1928             | M. Mally                             | SFIO      | Médecin |
| 1928                                     | 1940             | Jean Toury (1881-1944)               | SFIO      | Maire de Saint-Genès-Champanelle (1919-1944) Déporté politique, décédé à Neuengamme                          |
| 1940                                     |                  |                                      |           | Les conseils d'arrondissement ont été suspendus par la loi du 12 octobre 1940 et n'ont jamais été réactivés  |
| Les données manquantes sont à compléter. |                  |                                      |           | |

## Composition

### De 1833 à 1973
- Clermont Sud-Ouest
- Beaumont
- Ceyrat
- Saint-Genès-Champanelle

### De 1973 à 2015
Le canton de Clermont-Ferrand-Sud-Ouest comprenait une fraction de la commune de Clermont-Ferrand. Il comptait 20 445 habitants en 2012 (population municipale).
| Communes         | Population (2012) | Code postal | Code Insee |
| ---------------- | ----------------- | ----------- | ---------- |
| Clermont-Ferrand | 20 445 (1)        | 63000       | 63113      |

(1) fraction de commune.

## Démographie
| 1962 | 1968 | 1975 | 1982 | 1990   | 1999   | 2006   | 2011   | 2012   |
| ---- | ---- | ---- | ---- | ------ | ------ | ------ | ------ | ------ |
| -    | -    | -    | -    | 19 852 | 20 003 | 20 001 | 20 877 | 20 445 |